# Centre pénitentiaire de Maubeuge
Le centre pénitentiaire de Maubeuge est une prison française située dans le département de la Nord en région Hauts-de-France. Ce centre pénitentiaire peut accueillir jusqu'à 400 détenus.